# Heterachthes sablensis
Heterachthes sablensis är en skalbaggsart som beskrevs av Willis Blatchley 1920. Heterachthes sablensis ingår i släktet Heterachthes och familjen långhorningar.
Artens utbredningsområde är:
- Aruba.
- Bahamas.
- Honduras.

Inga underarter finns listade i Catalogue of Life.